# Смерть Эдгара Аллана По
Обстоятельства смерти Эдгара Аллана По 7 октября 1849 года до сих пор остаются невыясненными, также нет и единого мнения по поводу причины смерти писателя.
3 октября Эдгара По нашли в бредовом состоянии, лежащим на уличной скамейке в Балтиморе (Мэриленд). По словам некоего Джозефа Уокера, обнаружившего писателя, «состояние его было совершенно бедственное, он нуждался в немедленной помощи». Его доставили в больницу Church Home and Hospital, где он и скончался в 5 утра в воскресенье, 7 октября. Эдгар так и не пришёл в сколько-нибудь ясное сознание, чтобы объяснить причины своего бедственного состояния.
Большая часть сведений о последних днях По исходит от его врача, доктора Джона Джозефа Морана, хотя степень правдивости этой информации остаётся под вопросом. После небольшой службы По был похоронен на кладбище Westminster Hall and Burying Ground в Балтиморе. В 1875 году его останки были перезахоронены под более внушительным надгробным памятником. Сомнение вызывала также и принадлежность эксгумированных останков. На памятнике 1875 года указано, что под ним также похоронены супруга писателя, Вирджиния Клемм, и тёща, Мария Клемм. Возникло несколько теорий относительно самой причины смерти По: самоубийство, убийство, холера, сифилис, грипп, а также алкогольное отравление.
После смерти По Руфус Уилмот Гризвольд написал некролог под псевдонимом Людвиг. Он стал литературным душеприказчиком По, но при этом являлся его врагом и позднее опубликовал первую биографию Эдгара По, в которой изобразил его порочным пьяницей и наркозависимым безумцем. Большинство приведённых Гризвольдом свидетельств было, по мнению друзей писателя, Гризвольдом же и выдумано. Они полностью отвергали эти обвинения, но подобная интерпретация событий имела весьма длительный эффект.

## Хронология событий
27 сентября 1849 года По уехал из Ричмонда (штат Виргиния), направляясь к себе домой в Нью-Йорк. С его собственных слов, в Филадельфию он отправился, чтобы посмотреть и отредактировать стихи миссис Лауд, а также в расчёте получить за работу сто долларов. Покидая Ричмонд, По был на грани очередного душевного расстройства. Многие, кто видел его накануне, отмечали у него симптомы глубокой депрессии, а миссис Шелтон отмечала, что пульс у По показался ей болезненно учащённым. Не сохранилось достоверных данных о том, как он провёл время с 27 сентября до 3 октября, когда был обнаружен в состоянии помрачённого сознания на улице Балтимора недалеко от питейного заведения Ryan’s 4th Ward Polls (иногда в источниках именуется как Gunner’s Hall). Некий Джозеф У. Уокер направил знакомому врачу Эдгара По, д-ру Джозефу Э. Снодграссу, записку следующего содержания:
Уважаемый сэр!
Здесь джентльмен, весьма, кстати, потрёпанный, у Райанс, в четвёртом районном избирательном участке, который числится как Эдгар А. По и который находится в совершенно отчаянном положении, и он утверждает, что знаком с вами, и я уверяю вас, ему нужна немедленная помощь.
Искренне Ваш, Дж. У. Уокер Оригинальный текст (англ.)Dear Sir—There is a gentleman, rather the worse for wear, at Ryan's 4th ward polls, who goes under the cognomen of Edgar A. Poe, and who appears in great distress, & he says he is acquainted with you, and I assure you, he is in need of immediate assistance. Yours, in haste, Jos. W. Walker
Позднее Снодграсс утверждал, что в записке говорилось, будто По находился в «состоянии зверского опьянения».
Описание внешнего вида По, сделанное Снодграссом, крайне пренебрежительно. Он представил писателя неухоженным, осунувшимся и с «тусклым пустым взглядом». Как утверждает Снодграсс, сорочка По была грязной, у него не было жилета, а ботинки не чищены, всё было поношенным и не по размеру. Доктор Джон Джозеф Моран, лечащий врач По, даёт собственное описание внешнего вида По в тот день: «запятнанное, старое бомбазиновое пальто, такие же штаны, пара сношенных ботинок со сбитыми каблуками и соломенная шляпа». По так и не пришёл в ясное сознание, достаточное для того, чтобы объяснить, как оказался в таком положении, и считается, что одежда, в которой он был в тот день, ему не принадлежала, так как не в его обычае было носить поношенную одежду.
Моран лечил По в коммерческой больнице Washington College Hospital, которая находилась на балтиморском Бродвее, на углу с Файетт-Стрит. К нему не допускались посетители, он был помещён в палату, напоминавшую тюремную камеру с решётками на окнах, а сама палата находилась в крыле для пациентов, доставленных в состоянии алкогольного опьянения. Утверждается, что в ночь перед своей смертью По постоянно звал кого-то по имени Рейнолдс. Никому так и не удалось идентифицировать этого человека. Возможно, ему припоминалась встреча с Джеремайей Н. Рейнолдсом, редактором и исследователем, который стал вдохновителем написания Эдгаром По романа «Повесть о приключениях Артура Гордона Пима». Также мог иметься в виду Генри Р. Рейнольдс, член участковой избирательной комиссии Четвёртого Избирательного участка, располагавшегося как раз в Таверне Райана, с которым По мог познакомится в День выборов. Существует мнение, что По мог звать «Герринга», поскольку у писателя в Балтиморе был родственник по имени Генри Герринг. Однако позднее в своих показаниях Моран избегал упоминания Рейнольдса, а наоборот упоминал посетительницу «миссис Герринг». Он также утверждал, что, пытаясь приободрить ненадолго пришедшего в себя По, он сказал ему, что тот «скоро вновь окажется среди друзей», на что, как утверждается, По ответил, что «лучшее, что может сделать друг, это застрелить его».

Находясь в бреду, По упоминал о жене в Ричмонде. У него могли возникнуть галлюцинации о своей покойной жене Вирджинии Элизе Клемм, уверенность, что она всё ещё жива, или он мог говорить о Саре Эльмире Ройстер, которой он незадолго до этого сделал предложение. По не помнил, что случилось с его багажом, который, как позднее выяснилось, остался в Ричмонде, в заведении под названием Swan Tavern. Как утверждает Моран, последними словами, произнесёнными Эдгаром Алланом По перед смертью 7 октября 1849 года, были
Господи, спаси мою бедную душу!
Сохранившиеся бумаги По были переданы его тёщей, Марией Клемм, литературному душеприказчику По — Руфусу Грисвольду. Однако это оказалось скорее губительным для репутации самого покойного, так как написанный Грисвольдом некролог был не самым положительным. Опубликованный на другой день после похорон, некролог утверждал, что эта смерть «удивит многих, но никого не огорчит… у него было мало или совсем не было друзей». Более того, он написал воспоминания, полные оскорблений и клеветы в адрес умершего, и поставил их предисловием к третьей книге писателя. Точки зрения Грисвольда придерживались до конца XIX столетия, хотя некоторые и пытались выступить против явного поношения памяти писателя.
По поводу смерти писателя французский классик Шарль Бодлер заметил, что «эта смерть была почти самоубийством, таким самоубийством, которое подготавливалось долгое время».

### Достоверность слов Морана
Поскольку к По не допускались посетители, Моран, скорее всего, был единственным, кто видел писателя в его последние дни. При этом правдоподобность заявлений Морана неоднократно ставилась под вопрос, а в иных случаях всё им сказанное считалось не заслуживающим доверия. В течение многих лет после смерти По история Морана менялась с каждой последующей лекцией и публикацией на эту тему. Так, он заявлял (например, в 1875 году, а затем в 1885 году), что он сразу же связался с тётей (и тёщей) Эдгара По Марией Клемм, чтобы сообщить ей о смерти По; по имеющимся данным он написал ей лишь в ответ на её запрос 9 ноября, через целый месяц после трагического события. Он также утверждал, что По в весьма поэтичной форме сказал, что готов сделать свой последний вздох:
Сводчатые небеса принимают меня, и Господь уже начертал свою Божью Волю на лбу каждого сотворённого человеческого существа, а демоны уже обретают плоть и кровь, их уже ждут бурлящие волны полнейшего отчаяния»
Редактор газеты New York Herald, который опубликовал эту версию морановской истории, признал, что «Мы не можем себе представить, что По, даже находясь в бреду, мог составить такое предложение».
В истории Морана есть расхождения в датах. В разное время он утверждал, что По был доставлен в больницу 3 октября в 5 часов вечера, 6 октября в 9 часов утра или 7 октября (в день смерти) в 10 часов дня. Каждый раз он утверждал, что в подтверждение его слов имеются соответствующие больничные записи. Через сто лет была предпринята попытка найти больничные записи, в частности свидетельство о смерти, но ничего обнаружить не удалось. Некоторые критики считают, что расхождения и ошибки в словах Морана не что иное, как следствие старческих провалов в памяти, а также невинного желания романтизировать историю, могло иметь место и старческое слабоумие. На момент написанного Мораном последнего доклада в 1885 году ему было 65 лет.

## Причина смерти
Все медицинские записи и документы, включая свидетельство о смерти По, если они вообще существовали, были утеряны. Точная причина смерти По до сих пор остаётся неустановленной, существует несколько основных теорий. Многие биографы изучали этот вопрос, но пришли к различным выводам: от Джеффри Мейерса и его уверенности в том, что это была гипогликемия, до Джона Евангелиста Уолша и его теории о сговоре с целью убийства. Также предполагалось, что причиной смерти По стало самоубийство вследствие возникшей депрессии. За два года до смерти его нередко посещали мысли о суициде. Доктора поставили По диагноз «воспаление мозга» и «частое сердцебиение». По страдал от сильнейших головных болей, был прикован к постели, не мог ни читать, ни писать. Возможно, желанием хоть на какое-то время избавиться от мучительных болей и объясняется его увлечение алкоголем, морфием и опием. В 1848 году он уже был при смерти от передозировки лауданума, который был широко распространён в качестве самого доступного успокоительного и болеутоляющего. Несмотря на то, что остаётся невыясненным, была ли это попытка самоубийства или просчёт с его стороны, ясно, что не это стало причиной гибели По годом позже.
Снодграсс был уверен, что По умер от алкоголизма, и предпринимал большие усилия, чтобы убедить в этом других. Он поддерживал Движение за трезвость и считал, что история По является прекрасным примером в борьбе с пьянством. Работы Снодграсса по этому вопросу, однако, признаны не заслуживающими доверия. Моран в своём собственном докладе 1885 года оспаривал позицию Снодграсса и утверждал, что По умер не под влиянием какой-либо интоксикации. Моран утверждал, что «от По не исходило ни малейшего запаха алкоголя». Однако некоторые газеты в тот момент сообщали, что причиной смерти По стало «кровоизлияние в мозг» или «черепно-мозговое воспаление», которые являются эвфемизмом, обозначающим смерть от постыдных причин, коей являлся алкоголизм. В своей книге «Эдгар А. По: Невропатическое исследование» психиатр Джон Робертсон предположил, что причиной смерти По стал хронический запойный алкоголизм — дипсомания, состояние, в котором человек не помнит, что с ним происходило.
Образ По как неуправляемого алкоголика является спорным. В частности, Томас Майн Рид, тогдашний собутыльник Эдгара По, признавался, что они вдвоём «изрядно шалили», но что По «никогда не выходил за рамки невинного веселья, в котором никто себе не отказывает… Признавая, что такая слабость у По имела место, я честно скажу, пристрастием это не было». Некоторые исследователи допускают, что у По была персональная непереносимость алкоголя и что он пьянел от одного бокала вина. По другим данным, он пил только в тяжкие моменты жизни, а потом мог несколько месяцев обходиться без алкоголя. Ясности в вопросе алкоголизма также не добавляло имевшее место членство Эдгара По в обществе «Сыны трезвости». Уильям Гленн, который контролировал исполнение Эдгаром По взятых на себя обязательств, несколькими годами позже написал, что у членов общества трезвости не было оснований считать, что По нарушал свои обязательства в Ричмонде. Томас Данн Инглиш, который являлся врачом Эдгара По, а также имел медицинское образование, настаивал на том, что По не был наркоманом. Так, он писал:
Если бы По употреблял опиум, когда я с ним общался (до 1846 года), я и как врач, и как наблюдательный человек обязательно бы заметил это во время его частых визитов в мою комнату и моих визитов в его дом, а также наших встреч в иных местах — я не видел никаких тому свидетельств и считаю такие обвинения беспочвенными»
Среди большого количества иных причин смерти в последующие годы назывались различные формы заболеваний мозга и опухоль головного мозга, диабет, различные формы ферментной недостаточности, сифилис, апоплексический удар, алкогольный делирий, эпилепсия и менингит. Некий доктор Джон У. Франсис осматривал По в мае 1848 года и посчитал, что у него была сердечная недостаточность, которую писатель позднее отрицал. В 2006 году был изучен образец волос, результаты которого опровергли возможность отравления свинцом, ртутью, а также другими токсичными испарениями тяжёлых металлов. Также среди причин называлась и холера. По был проездом в Филадельфии в начале 1849 года, как раз когда там была эпидемия холеры. Он заболел, находясь в городе, и написал своей тёще Марии Клемм, что «возможно подхватил холеру, или это приступ чего-то не менее ужасного».
Поскольку По был обнаружен в день выборов, уже в 1872 году появились предположения, что По стал жертвой так называемого
купинга. Балтимор в то время печально славился политической коррупцией, а город терроризировали шайки «охотников за голосами», которые с помощью угроз либо обещаний сгоняли бедолаг за три дня до голосования в специальные места — «курятники», в которых людей держали под воздействием спиртного и наркотиков до начала выборов, а затем каждого заставляли голосовать по несколько раз. Выборы должны были состояться 3 октября, на фоне чего вполне правдоподобной может быть версия, что его, уже в беспомощном состоянии, силой поместили в один из таких «курятников», который находился как раз в двух кварталах от места, где его нашли. Купинг стал стандартным объяснением смерти По в большинстве его биографий на протяжении нескольких десятилетий. Положение По в Балтиморе делало его легко узнаваемой фигурой, и такая афера была маловероятной. В последнее время стали появляться свидетельства того, что По мог также погибнуть от укуса бешеной собаки: отказ от воды, судороги, галлюцинации и лихорадка — классические симптомы бешенства.

## Панихида и похороны
Заупокойная служба была очень простой, состоялась в 4 часа дня, в понедельник 8 октября 1849 года. Пришло всего несколько человек. Дядя писателя, Генри Герринг, приобрёл простой гроб из красного дерева, а кузен Нельсон По организовал катафалк. Супруга Морана пошила для него саван. Службу отслужил преподобный У. Т. Д. Клемм, кузен жены По, Вирджинии Клемм. Также пришли д-р Снодграсс, балтиморский юрист и однокашник по Виргинскому университету Закхей Коллинс Ли, кузина По Элизабет Герринг с мужем, бывший школьный учитель Джозеф Кларк. Вся церемония длилась всего три минуты по причине холодной и промозглой погоды. Преподобный Клемм решил обойтись без проповеди, поскольку было слишком мало народа. Пономарь Джордж У. Спенс писал о погоде: «Был мрачный и пасмурный день, дождя не было, но было и сыро, и надвигалась гроза». По был похоронен в дешёвом гробу, без ручек, без именной таблички, покрывала и подушки под головой.
10 октября 2009 года состоялась «заново подготовленная» заупокойная служба по Эдгару По в Балтиморе. Актёры изображали современников По и других давно умерших писателей и артистов. Каждый отдавал последний долг и зачитывал надгробную речь, переделанную из отрывков произведений об Эдгаре Аллане По. На похоронах также использовалась копия гроба По с восковой фигурой его тела. Гроб с «телом» был выставлен для прощания в ближайшей к могиле церкви. 11 октября карета с гробом проехала по центральным улицам Балтимора от дома-музея По на Эмити Стрит до Вестминстерского кладбища.

### Захоронение и перезахоронение
По похоронили на задворках местного кладбища Westminster Hall and Burying Ground, которое сейчас является частью территории Юридического колледжа Университета Мэриленда. Даже после смерти писателя споров и легенд меньше не становится.
Изначально на могиле По не было установлено никакого надгробия, а похоронен он был в дальнем углу рядом с могилой деда, Дэвида По-старшего. Надгробие из белого итальянского мрамора, заказанное кузеном Эдгара, Нельсоном По, было разрушено ещё до установки на могиле, когда сошедший с рельс поезд протаранил кладбищенский склад, где хранился памятник. Вместо него на могиле установили каменную плиту, на которой было написано «№ 80». В 1873 году поэт Поль Гамильтон Гейне посетил могилу По и опубликовал газетную заметку, в которой описал бедственное состояние могилы и предложил установить более подходящий памятник. Сара Сигурни Райс, учительница из Балтимора, воспользовалась вспыхнувшим интересом к могиле По и развернула деятельность по сбору средств на новый памятник. Пожертвования поступали и от студентов, и от простых жителей Балтимора и других частей США. Последнее пожертвование в размере 650 долларов поступило от филантропа и издателя из Филадельфии Джорджа Уильяма Чайлда. Автором проекта нового памятника стал архитектор Джордж А. Фредерик, возведением занимался полковник Хью Сиссон, был использован медальон с портретом По работы художника Адальберта Волька. Все трое были из Балтимора. Общая стоимость памятника составила немногим больше 1500 долларов США.
Перезахоронение останков состоялось 1 октября 1875 года на новом месте, рядом с фасадом церкви. Праздничная служба состоялась 17 ноября. Прежнее место захоронения было накрыто большим камнем, пожертвованным неким Орином С. Пейнтером, но первоначально установленным в неправильном месте. Среди пришедших был Нельсон По, который произнёс речь и назвал своего кузена «одним из самых сердечных людей из когда-либо живших», а также Натан Брукс, Джон Снодграсс, Джон Хилл Хьюит. Были приглашены некоторые заметные поэты, из которых пришёл лишь Уолт Уитмен. Альфред Теннисон написал стихи, которые были зачитаны на церемонии.
Бригада могильщиков, которая занималась эксгумацией останков По, с трудом обнаружила требуемое тело: сначала был выкопан 19-летний солдат Филипп Мошер-мл. Когда удалось обнаружить По, они открыли гроб, и один из свидетелей отметил, что «череп был в прекрасном состоянии — линия лба, яркая, отличительная черта По, была легко различима».
Несколькими годами позже в это захоронение были перенесены останки его жены Вирджинии. В 1875 году кладбище, на котором она была похоронена, было разрушено, а потомков, которые бы могли забрать её останки, у неё не было. Уильям Джилл, один из ранних биографов По, забрал её останки и хранил их в коробке у себя под кроватью. 19 января 1885 года останки Вирджинии были перезахоронены рядом с останками мужа. Это произошло в 76-ю годовщину со дня рождения Эдгара По и почти через десять лет после возведения ему нового памятника. Джордж У. Спенс, тот самый человек, который в чине пономаря принимал участие в похоронах По, а также в эксгумации и перезахоронении его останков, участвовал в церемонии упокоения его останков рядом с останками жены и её матери Марии Клемм.

## Комментарии
1. ↑  англ. «in a state of beastly intoxication».
2. ↑  В 1854 году больница была переименована в Church Home and Infirmary, затем в Church Home and Hospital, Church Home Hospital и, наконец, в Church Hospital. В 1999 году больница была закрыта, а главное здание больницы, где и умер По, было продано находящейся неподалёку другой больнице — Госпиталю Джонса Хопкинса. Многие коренные жители Балтимора продолжают называть здание, где умер По, Church Home Building.
3. ↑  англ. «the best thing his friend could do would be to blow out his brains with a pistol»
4. ↑  англ. «Lord, help my poor soul!».
5. ↑  англ. «The arched heavens encompass me, and God has his decree legibly written upon the frontlets of every created human being, and demons incarnate, their goal will be the seething waves of blank despair».
6. ↑  англ. «We cannot imagine Poe, even if delirious, constructing [such sentences]».
7. ↑  англ. «congestion of the brain».
8. ↑  англ. «cerebral inflammation».
9. ↑  англ. «Had Poe the opium habit when I knew him (before 1846) I should both as a physician and a man of observation, have discovered it during his frequent visits to my rooms, my visits at his house, and our meetings elsewhere — I saw no signs of it and believe the charge to be a baseless slander».
10. ↑  англ. По свидетельствам очевидцев, голова По «трещала, как погремушка»[30].
11. ↑  англ. «have had the cholera, or spasms quite as bad».
12. ↑  Купинг представлял собой фальсификацию выборов путём вброса бюллетеней. Жертву спаивали и насильно заставляли голосовать за того или иного кандидата на различных избирательных участках.
13. ↑  англ. «It was a dark and gloomy day, not raining but just kind of raw and threatening».
14. ↑  англ. «one of the best hearted men that ever lived».